# Ембии
Ембиите (Embioptera) са разред дребни животни от клас Насекоми (Insecta). Известни са още като Embiodea или Embiidina.

## Разпространение
Видовете са разпространени главно в тропическите и субтропичните области.

## Описание
Видовете са много сходни на външен вид, имат дълги, гъвкави тела, къси крака и само мъжките притежават крила. Достигат на дължина 15 – 20 мм и могат да летят с голяма скорост както напред, така и назад. Характерна за ембиите е способността им да образуват с предните си крака копринена нишка, от която изграждат тунели, в които живеят.

## Класификация
Разредът включва над 400 вида разпределени в 11 семейства, като най-старите известни фосили от групата са от средната юра.
Разред Ембии
- Семейство Andesembiidae Ross, 2003
- Семейство Anisembiidae Davis, 1940
- Семейство Archembiidae Ross, 2001
- Семейство Australembiidae Ross, 1963
- Семейство Clothodidae Enderlein, 1909
- Семейство Embiidae Burmeister, 1839
- Семейство Notoligotomidae Davis, 1940
- Семейство Oligotomidae Enderlein, 1909
- Семейство Ptilocerembiidae Miller & Edgerly, 2012
- Семейство Scelembiidae Ross, 2001
- Семейство Teratembiidae Krauss, 1911